# Dave Allen
Dave Allen, født David Tynan O'Mahoney (6. juli 1936 – 10. marts 2005), var en irsk komiker, der især med sine tv-shows var meget populær i Storbritannien og Australien i 1960'erne og 1970'erne, i Danmark i 1970'erne.

## Biografi
Dave Tynan O'Mahoney blev født i Dublin som søn af chefredaktøren på Irish Times, og efter skolen var det meningen, at han skulle følge i faderens fodspor og blive journalist. Imidlertid havde han fået smag for underholdning og drog som nittenårig til London, hvor han turnerede med en række teatergrupper og fik en række erfaringer med at optræde. Efter aftjening af sin værnepligt blev han vært i et popmusik-show på tv i 1959. I den forbindelse tog han efternavnet Allen, da O'Mahoney var vanskeligt for de fleste at udtale korrekt.
I de følgende år turnerede han som stand-up-komiker i shows, der typisk omfattede nogle etablerede navne og nye talenter inden for musik og komik. Blandt andet var han med det ukendte orkester The Beatles på turne i 1961 i Storbritannien og Frankrig.
En turne til Australien i 1963 gav ham et gennembrud, idet han fik sit første selvstændige show på tv kaldet Tonight With Dave Allen. Det skulle have varet otte uger, men endte med at vare i 18 måneder på grund af dets popularitet. En sideeffekt af hans langvarige engagement var, at han blev gift med den australske skuespiller Judith Stott.
I slutningen af 1964 vendte han tilbage til England, hvor han meget hurtigt optrådte på det populære tv-show Sunday Night at the Palladium (igen sammen med The Beatles), hvilket blev fulgt af flere gæsteoptrædener i andre tv-shows, og i 1967 fik han omsider chancen for at lave en engelsk udgave af Tonight With Dave Allen. Året efter fik han foden inden for hos BBC, hvor han først lavede The Dave Allen Show og fra 1971 Dave Allen at Large. Formen herfra blev meget populær, og han fortsatte med at lave den type shows til et stykke op i 1990'erne, selv om populariteten dalede noget efter 1970'erne. Han trak sig endeligt tilbage i 1999.
Han lavede dog ikke blot tv-shows, mens han var på toppen. Han lavede dokumentarfilm, blandt andet om de sociale omvæltninger i USA, excentriske personer og oldengelske myter, han udgav en bog med (andre forfatteres) gysere og overnaturlige historier, og i 1972- 1973 spillede han nogle teaterroller, blandt andet som Kaptajn Klo i Peter Pan. Da hans tv-shows mistede noget af populariteten, genoptog han sceneoptræden med stand-up-komik. Endelig havde han som hobby kunstmaling, og han fik i 2001 en udstilling af sine værker i Edinburgh.
I sine sidste år måtte Dave Allen af helbredshensyn opgive sit store forbrug af cigaretter og alkohol. Han var blevet skilt fra Judith, som han havde en søn med, i 1983, og blev gift igen i 2003. Hans anden kone, Karin, var gravid, da Dave Allen døde, og hun fødte ham endnu en søn to måneder senere.

## Dave Allens komik
Dave Allens komiske stil gennem det meste af hans karriere var afslappet og intim. Det er måske forkert at betegne ham som stand-up komiker, da han rent faktisk i de fleste af sine tv-shows optrådte i ulasteligt jakkesæt siddende på en barstol, der var badet i skarpt lys, og hvor publikum sad tæt omkring ham (i mørket). Herfra fortalte han sine historier, hvoraf mange især husker de religiøse vittigheder – ikke mindst katolicismen tog han under behandling. Et andet kendetegn var hans whiskyglas, som han med jævne mellemrum drak af under showet, samt det faktum, at han kæderøg cigaretter.
Fra og med Dave Allen at Large blev studieoptagelserne varieret med forudoptagne sketches, der også omfattede andre skuespillere, men stort set altid med Allen i hovedrollen i forskellige forklædninger.
Han manglede det yderste led af den ene pegefinger, muligvis som følge af et trafikuheld, men han inddrog det manglende fingerled i sin optræden, når det var muligt, og i den sammenhæng har han givet en del forskellige forklaringer på, hvorfor det mangler. 
Som afslutning på sine shows hilste han gennem mange år på sit publikum med denne hilsen:
"Goodnight, thank you, and may your God go with you."
Dave Allens tv-shows blev vist på dansk tv fra 1974-1978. Mange af hans tv-shows er efter hans død udsendt på dvd.

## Arven efter Dave Allen
At formen blev meget populær vidner den danske serie Finnsk Fjernsyn om, hvor Finn Nørbygaard efterlignede Dave Allen ret tæt – lige bortset fra at der var fadøl i glasset og at studieværten var røgfri.
Også Ulf Pilgaard tog i sit One Man Show "Så-Danner-Manner" fra 1982 Dave Allens stil til sig.